# 2005年西亞運動會

多哈西亞運動會會徽

2005年西亞運動會於2005年12月1日至10日在 首都多哈举办。

## 賽期被推遲
此届西亚运动会原定于2003年4月7日至4月17日在叙利亚首都大马士革举办，但又被推迟，并最终取消。2002年4月4日，西亚运动联合会决定该项运动会由原来每两年改为每四年举办一届，並決定第三届西亞運於2005年底在多哈舉行。

## 成功举办
2005年12月1日至10日在卡塔尔首都多哈成功举办了第三届西亚运动会。来自13个国家的超过1200名的运动员总共参加了11个大项的比赛。而女子项目第一次成为正式的比赛项目。

## 會徽
會徽的建於田徑勝利的一刻，由於多哈及西亞運動會均是向西的，因此會徽的「人」是向西跑的；而在會徽下面寫上「Doha 2005」及「3rd West Asian Games」的字樣。

## 為多哈亞運作總採排
由於多哈在2006年底舉辦2006年亞洲運動會的關係，因而被人稱此屆西亞運是為亞洲作總採排的一個綜合運動會作測試。且外，2006年亞洲運動會的組委會班底也是和此運動會的工作班底一樣。

## 外部連結
- 2005年第三届西亚运动会（英文）（页面存档备份，存于）